# アスティ (七尾市)
アスティ（英語: ASTY）は、石川県七尾市小島町に位置するショッピングセンターである。
正式名称は「アスティショッピングセンター」。

## 概要
富山県のグリーンステージが開発を手がけ、1991年（平成3年）にオープンした。現在はどんたくの子会社であるサンナナオが運営している。
どんたくをキーテナントにヤマダ電機が出店している。

## 主なテナント
- どんたくアスティ店（総合食品）
- 良川屋クリーニングアスティ店（クリーニング）
- 花正アスティ店（生花）
- 北陸銀行（ATM）
- 興能信用金庫（ATM）

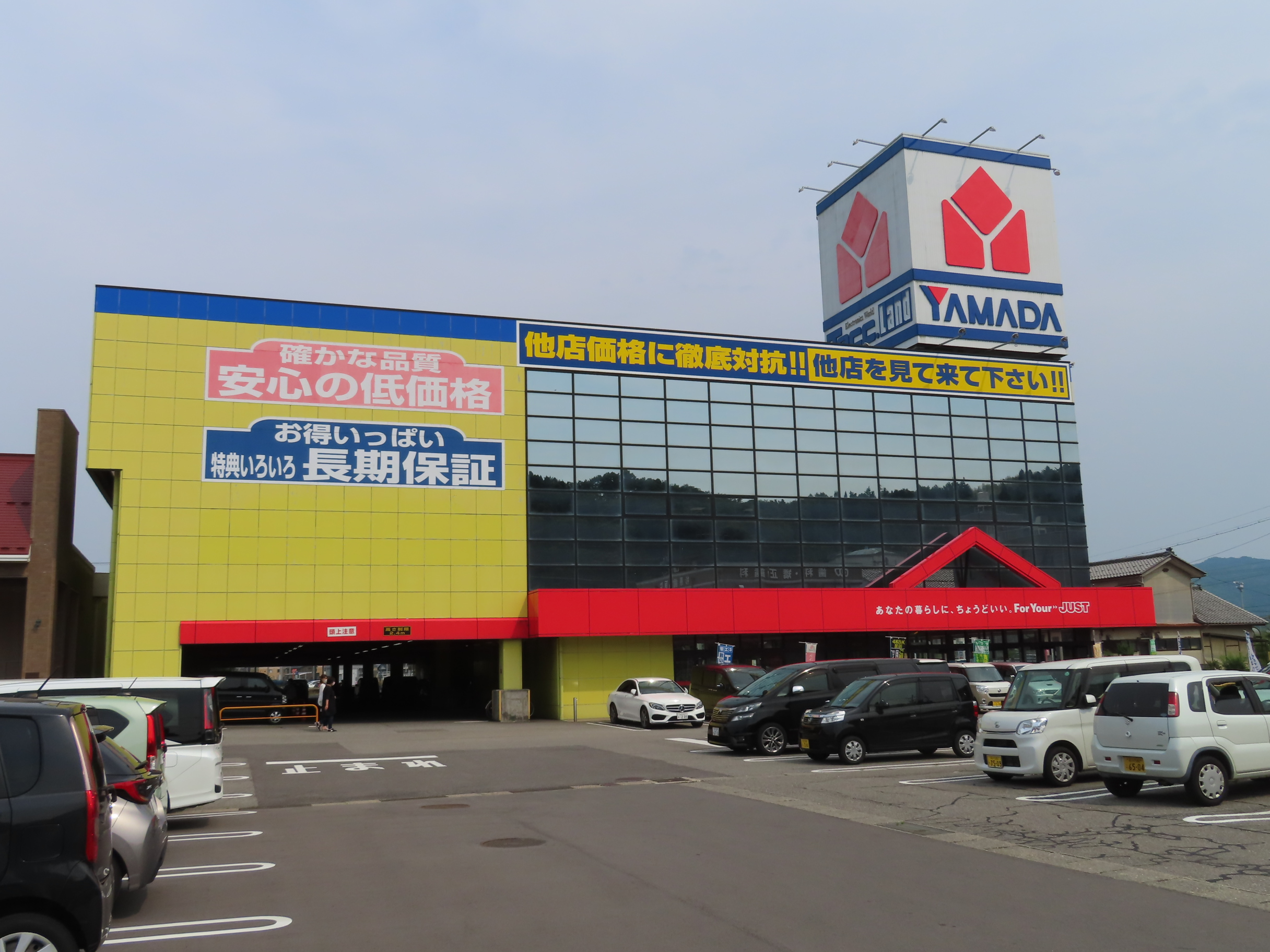
ヤマダ電機テックランド七尾店   - ヤマダ電機テックランド七尾店

## 交通アクセス
バス
- 北鉄能登バス「岩屋町」バス停下車、徒歩3分。

自動車
- 能越自動車道七尾城山ICより約8分。
- 能越自動車道田鶴浜ICより約15分。

## 周辺施設
- 七尾年金事務所